# Masuguru (Mtwara)
Masuguru è una circoscrizione rurale (rural ward) della Tanzania situata nel distretto di Nanyumbu, regione di Mtwara. Conta una popolazione di 5 945 abitanti (censimento 2012).